# Fűre lépni tilos!
A Fűre lépni tilos! (Don't Walk on the Grass) a Született feleségek (Desperate Housewives) című amerikai filmsorozat száztizenhatodik epizódja. Az Amerikai Egyesült Államokban először az ABC (American Broadcasting Company) adó vetítette 2009. november 1-jén.

## Az epizód cselekménye
Juanita szerepel az iskolai darabban, ám nem túl tehetséges, így amikor az egyik különösen nehéz szót nem tudja kimondani, kicsúszik a száján egy káromkodás. Ezért aztán az iskola igazgatónője komoly büntetéssel jutalmazza. Gaby persze nem ért egyet ezzel, így kiveszi a kislányt az iskolából. Juanita magántanuló lesz és Gaby oktatja. Tom-nak nehézségei vannak az egyetemen, emiatt csaláshoz folyamodik. Amikor pedig erre Lynette rájön, nagyon összevesznek. Karl megkéri Bree kezét, s az asszony el is gondolkodik rajta, ám jobban meg akarja ismerni a férfit, mielőtt válaszolna. Katherine eközben egyre képtelenebb dolgokat talál ki, hogy visszahódítsa Mike-ot.

## Mellékszereplők
- Richard Burgi - Karl Mayer
- Marianne Muellerleile - Anne Peterson

## Mary Alice epizódzáró monológja
- A narrátor, Mary Alice monológja az epizód végén így hangzik (a magyar változat alapján):

"Olyan rengeteg szabály van ezen a világon. Ezért kell még gyerekkorunkban elkezdeni megtanulni őket. Világosan megmondják nekünk, hogy ne beszéljünk csúnyán, hogy a vizsgákon tilos csalni, és hogy nem szép dolog hazudni a barátainknak. Hogy olyan férfi után sóvárogni, aki nem a miénk bűn és az olyat megcsalni, aki a miénk szintén. Szabályok közt cseperedünk fel és felnőttként mégis megszegjük őket, tökéletesen megfeledkezve arról, hogy ha valaki rajtakap minket, akkor jön a büntetés. "

## Epizódcímek más nyelveken
- Angol: Don't Walk on the Grass (Ne lépj a fűre!)
- Olasz: Regole e conseguenze (Szabályok és következmények)
- Francia: L'école est finie (A sulinak vége)